# Cholera-uitbraak in Nederland in 1866
De cholera-uitbraak in Nederland in 1866-1867 was een epidemie van cholera in Nederland die begon in de lente van 1866. Er vielen als gevolg van deze epidemie 21.000 doden (op een bevolking van 3.5 miljoen mensen). In tegenstelling tot eerdere epidemieën in de 19e eeuw probeerde de overheid hier wel in te grijpen, met quarantainemaatregelen. Een gevolg van deze epidemie was de ontdekking dat de verspreiding van de ziekte gerelateerd was aan slecht drinkwater en slechte riolering, en in de jaren die volgden leverde dat ook een verbetering van deze systemen op. Veel protestanten zagen door het grillige verloop van de ziekte in de epidemie de hand van God, en was de enige genezing en preventie te vinden in het tonen van berouw en bekering.

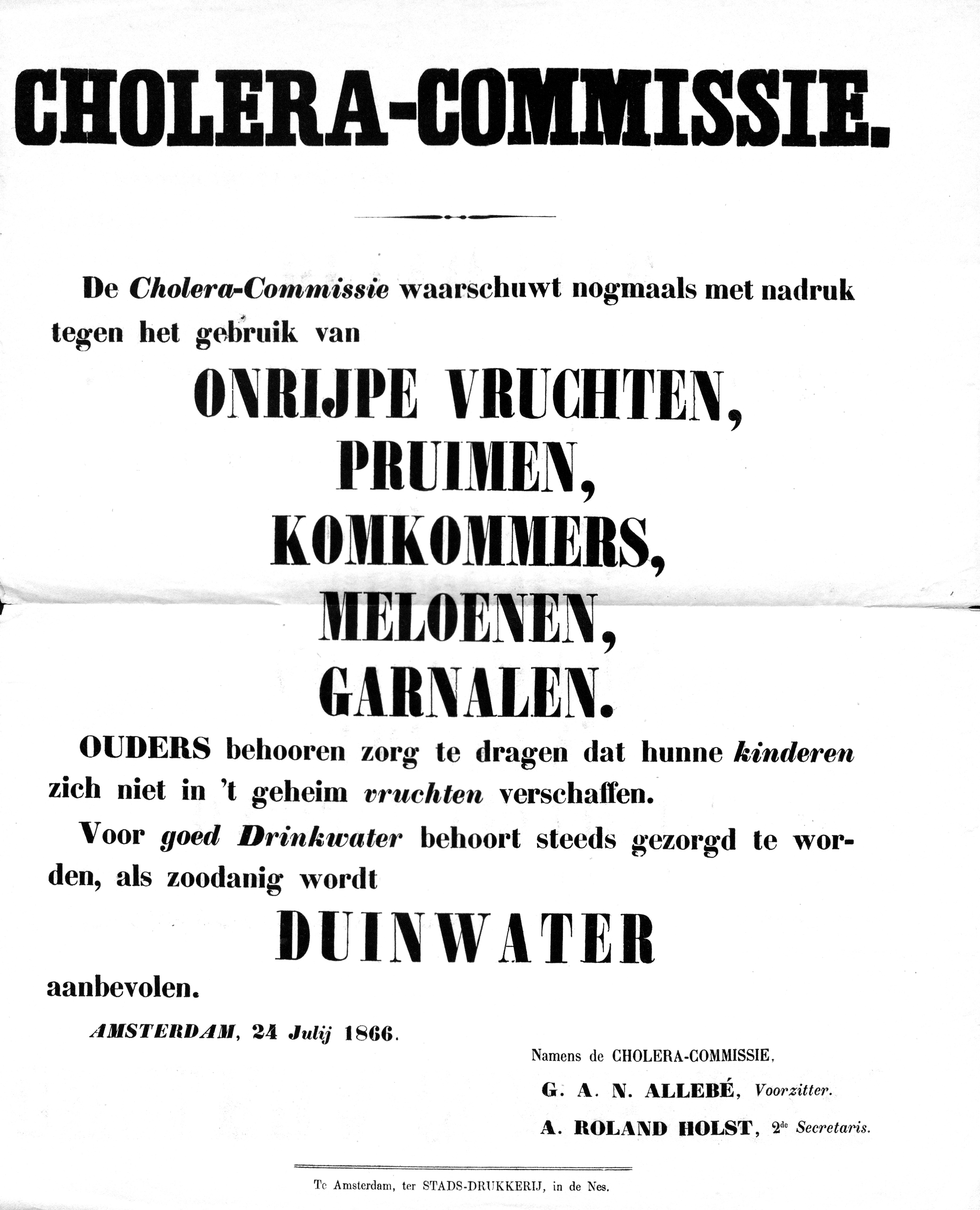
een plakkaat van de gemeentelijke choleracommissie om gezond te eten en op de kwaliteit van het drinkwater te letten